# Czesław Mroczek (polityk)
Czesław Mroczek (ur. 20 lipca 1964 w Kałuszynie) – polski polityk, prawnik, samorządowiec. Poseł na Sejm V, VI, VII, VIII, IX i X kadencji, w latach 2011–2015 sekretarz stanu w Ministerstwie Obrony Narodowej, od 2023 sekretarz stanu w Ministerstwie Spraw Wewnętrznych i Administracji.

## Życiorys
W 1985 w związku ze współpracą z „Solidarnością” był inwigilowany przez służby specjalne PRL.
W 1990 ukończył studia na Wydziale Elektrycznym Politechniki Warszawskiej, a w 1997 na Wydziale Prawa Uniwersytetu Warszawskiego. W latach 1990–1998 pracował jako kierownik Urzędu Rejonowego w Mińsku Mazowieckim. Od 1998 do 2005 pełnił funkcję radnego i starosty powiatu mińskiego.
Działał w Porozumieniu Polskich Chrześcijańskich Demokratów. W 2001 kandydował do Sejmu z listy AWSP. W 2005 z listy Platformy Obywatelskiej został wybrany posłem V kadencji w okręgu siedleckim. W wyborach parlamentarnych w 2007 po raz drugi uzyskał mandat poselski, otrzymując 33 207 głosów (drugi wynik w okręgu po Elżbiecie Jakubiak z PiS).
4 sierpnia 2011 został sekretarzem stanu w Ministerstwie Obrony Narodowej. W wyborach parlamentarnych w 2011 uzyskał mandat poselski po raz trzeci, otrzymując 22 985 głosów (ponownie drugi wynik w okręgu, tym razem po Marku Sawickim z PSL). W 2015 został ponownie wybrany do Sejmu (dostał 11 901 głosów). W Sejmie VIII kadencji został zastępcą przewodniczącego Komisji Obrony Narodowej. W listopadzie 2016 został powołany na stanowisko ministra obrony narodowej w gabinecie cieni utworzonym przez Platformę Obywatelską.
W wyborach w 2019 i 2023 z powodzeniem ubiegał się o poselską reelekcję, kandydując z ramienia Koalicji Obywatelskiej i otrzymując odpowiednio 11 043 głosy oraz 11 648 głosów. W grudniu 2023 objął funkcję sekretarza stanu w Ministerstwie Spraw Wewnętrznych i Administracji.

## Odznaczenia
- Srebrny Medal „Za Zasługi dla Obronności Kraju” – 2010[8]
- Medal Honorowy za zasługi dla Żandarmerii Wojskowej – 2012[9]
- Odznaka Pamiątkowa Centrum Szkolenia Żandarmerii Wojskowej – 2011[10]
- Odznaka pamiątkowa COP-DKP – 2014[11]